# F. R. David

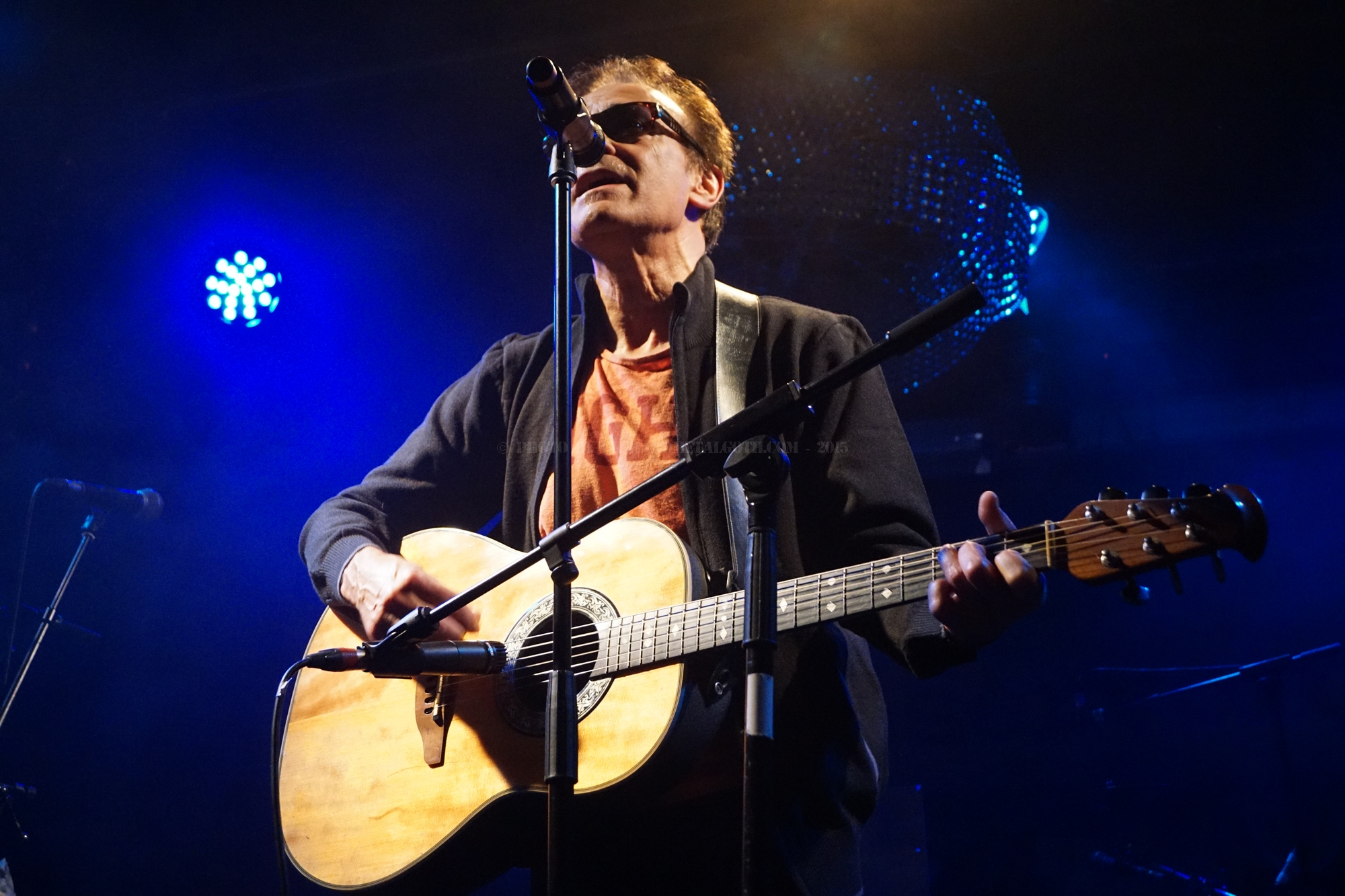
F. R. David (2015)

F. R. David (* 1. Januar 1947 als Eli Robert David Fitoussi in Menzel Bourguiba, Französisch-Nordafrika, heute Tunesien) ist ein französisch-tunesischer Sänger und Songwriter. 1982 hatte er mit Words einen Nummer-eins-Hit in Deutschland, Österreich, den Niederlanden und der Schweiz. Er variierte seinen Künstlernamen häufig etwas, seine Veröffentlichungen erfolgten zu Beginn seiner Karriere unter F-R David, später auch als F.R. David oder FR. David.

## Leben
1957 zog er mit seinen Eltern nach Paris. In London sammelte er erste Erfahrungen mit diversen Bands (Les Trèfles, Les Boots, Les Jets, Les Hot Beats und Sans Nom). 1967 erhielt er seinen ersten Plattenvertrag, erstmals unter seinem Pseudonym F. R. David, aus dem in den späten 1960er Jahren einige Singles resultierten. 1972 spielte er bei Vangelis Gitarre und Percussion auf dessen Album Earth.
Danach schloss er sich der französisch-marokkanischen Hard-Rock- und Electric-Blues-Band Les Variations an. Als sich die Band auflöste, lebte er für fünf Jahre als Studiomusiker in den USA, wo er unter anderem für Ray Charles, Toto, die Doobie Brothers, Richie Havens und The O’Jays arbeitete. 1978 tat er sich mit Marc Tobaly, dem Ex-Gitarristen von Les Variations für das von David Krebs produzierte Projekt King of Hearts zusammen und veröffentlichte ein Album und eine Single. Sein Lied Rock Fame fand 1981 in einer Kneipenszene in dem Film Der Hornochse und sein Zugpferd von Francis Veber mit Pierre Richard und Gérard Depardieu Verwendung. Eine Veröffentlichung als Single gab es jedoch erst 1983.
Sein von ihm komponierter Welthit Words verkaufte sich ab dem Jahr 1981 mehr als acht Millionen Mal. Zunächst erreichte er den zweiten Platz der französischen Hitparade; im August 1982 belegte er Platz eins in Deutschland, im April 1983 den zweiten Rang in Großbritannien. Selbst in den US-Charts kam er bis auf Platz 62. David war eigentlich in erster Linie Rockmusiker; den Popsong hatte er vor allem wegen finanzieller Probleme geschrieben und weil sein Agent ihn aufgefordert hatte, sich mehr tanzbaren Songs zuzuwenden. Zwei weitere Lieder von David gelangten anschließend noch in mittlere bis untere Chartregionen in Deutschland, aber Words blieb sein einziger großer Hit. Bis in die Gegenwart tritt er regelmäßig auf.
Sein persönliches Erkennungszeichen sind seine Sonnenbrille und seine weiße Gitarre, eine Fender Stratocaster.

## Rezeption
Die deutsche Hip-Hop-Gruppe Fischmob widmete F. R. David einen nach ihm benannten Song auf ihrem Album Power.

## Diskografie

### Alben
- 1982: Words
- 1984: Long Distance Flight
- 1987: Reflections
- 1991: Greatest Hits
- 1999: Words – ’99 Version
- 2001: Voices Of The Blue Planet (Co-Produzent)[7]
- 2003: Sunset Project[8]
- 2007: The Wheel
- 2009: Numbers
- 2013: Midnight Drive

### Singles
- 1982: Words / When the Sun Goes Down
- 1983: Pick Up the Phone / Someone to Love
- 1983: Music / Givin’t It Up
- 1983: I Need You / Porcelain Eyes
- 1983: Gotta Get a Move On / Rock Fame
- 1984: Play a Little Game
- 1983: Sand Dunes
- 1983: Dream Away / Good Times
- 1986: Sahara Night / Shooting Star
- 1987: Don’t Go
- 1992: I’ll Try to Love Again
- 2003: Miss Me
- 2009: In My Mind
- 2009: Taxi
- 2009: Some People Never Learn
- 2010: Words 2010
- 2011: Words 2011
- 2018: Your Love Shines

## Auszeichnungen für Musikverkäufe
| Goldene Schallplatte - Spanien - 2024: für die Single Words |

Anmerkung: Auszeichnungen in Ländern aus den Charttabellen bzw. Chartboxen sind in ebendiesen zu finden.
| Land/RegionAuszeichnungen für Musikverkäufe (Land/Region, Auszeichnungen, Verkäufe, Quellen) | Gold  | Platin  | Verkäufe | Quellen             |
| -------------------------------------------------------------------------------------------- | ----- | ------- | -------- | ------------------- |
| Deutschland (BVMI)                                                                           | —     | Platin1 | 500.000  | musikindustrie.de   |
| Spanien (Promusicae)                                                                         | Gold1 | —       | 30.000   | elportaldemusica.es |
| Insgesamt                                                                                    | Gold1 | Platin1 |          |                     |